# Simit

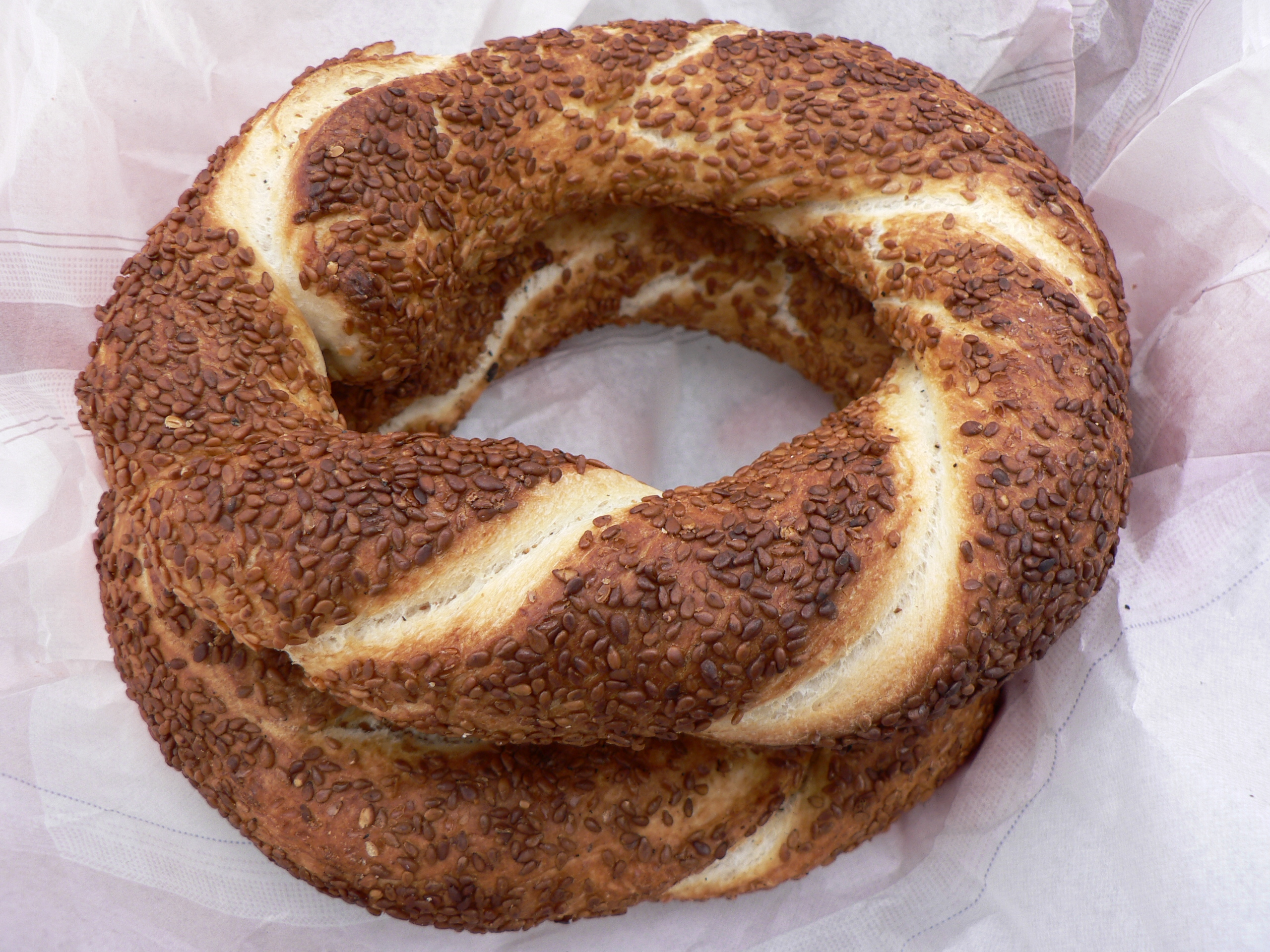
Simit em Turquia

Simit são argolas de pão turcas muito populares, tanto para comer na rua, como ao pequeno almoço, com doce, queijo ou iogurte. Existe uma variedade diferente quase em cada cidade da Turquia e são  normalmente cobertas com sementes de sésamo, de papoila ou de Nigella. Na Grécia são conhecidas como “koulouri”. 
Parecem-se com os bagel americanos, mas a textura é totalmente diferente; existe ainda uma variante, chamada “açma”, em que a massa leva leite, açúcar e azeite, ficando mais macias que os simit. 
Em Istambul, os simit têm cerca de 20 cm de diâmetro e são feitas com massa lêveda: deixa-se crescer a massa para o dobro e divide-se em bolinhas que depois se transformam em tiras que se unem para fazer as argolas. Cozem em forno brando, depois de serem passadas por melaço diluído e cobertas com as sementes. 